# Геоцентрична орбита
Геоцентрична орбита е траектория на движението на небесно тяло (астрономически обект) по елиптична траектория около Земята.
Единият от двата фокуса на елипсата, по която се движи небесното тяло, съвпада със Земята. За да може един космически кораб да се окаже на такава орбита, е необходимо да му се придаде скорост, която да е по-малка от втора космическа скорост, но да не е по-малка от първа космическа скорост.